# 川崎巳之太郎

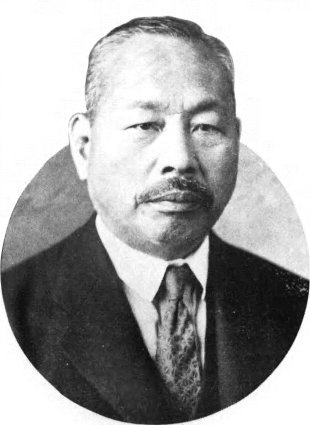
川崎巳之太郎

川崎 巳之太郎（かわさき みのたろう、1873年（明治6年）11月1日 - 1951年（昭和26年）7月10日）は、日本の衆議院議員。ジャーナリスト。

## 経歴
茨城県久慈郡坂本村（現在の日立市）出身。1893年（明治26年）、明治学院（現在の明治学院大学）を卒業。日刊新聞『世界之日本』の編集長となり、月刊雑誌『天地人』を発行した。1898年（明治31年）、アメリカ合衆国に渡り、カリフォルニア大学の聴講生となるかたわら、日米新聞を刊行した。1901年（明治34年）に日本に戻り、翌年に日本植民会社を設立した。1903年（明治36年）、日本植民会社の事業開始のためペルーに渡るが、日露戦争勃発により中止となった。日露戦争中は、アメリカ合衆国で『大阪毎日新聞』『報知新聞』『時事新報』の特派員を務めた。1909年（明治42年）、帰国して内務省警保局・社会局嘱託となり、17年間勤務した。1919年（大正8年）には第1回国際労働会議に政府随員として派遣された。
1927年（昭和2年）、衆議院補欠選挙で当選。その後第20回衆議院議員総選挙と第21回衆議院議員総選挙で再選を果たした。

## 編著
- 『実験上の宗教』（1897年、警醒社）
- 『水戸光圀卿生誕三百年記念講演』（1928年、楽天社）